# 새 계명

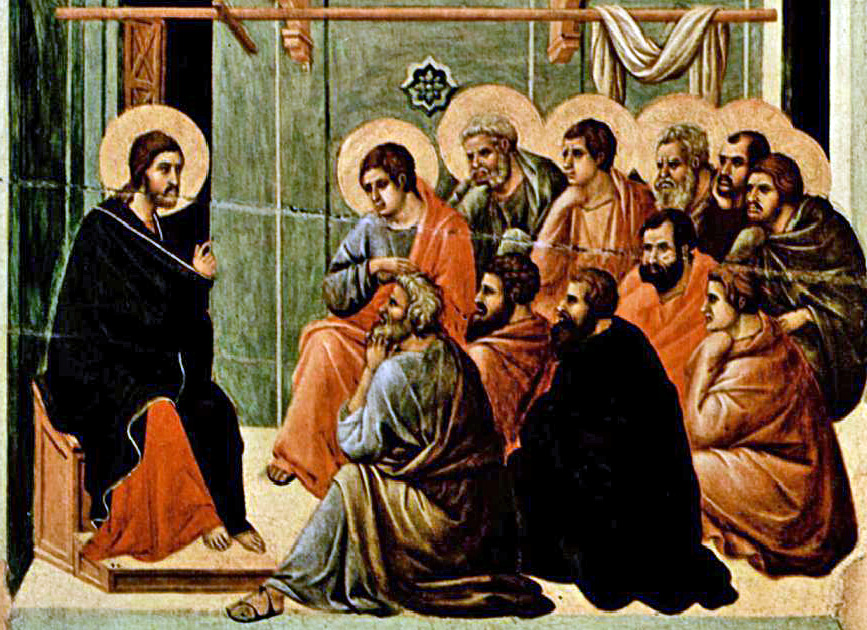
최후의 만찬 이후에 남은 제자들에게 마지막 고별 강론을 하는 예수, 두초 작 마에스타 1310년 추정

새 계명 (New Commandment)이란 예수 그리스도가 최후의 만찬을 마친 후에 제자들에게 교훈으로 준 "서로 사랑하라"(love one another)로 기존의 구약의 중요 계명을 넘어선 기독교인에게 새로운 명령이며 새로운 계명이다. 신약성경의 요한복음서(13장)에 등장하며 예수 그리스도의 제자가 되려면 실천해야 하는 사항이다.
요한복음서에서 가룟 유다가 배신하려 자리를 비운 사이에 예수가 제자들에게 직접적으로 제자들에게 말한 전언이다. 자신의 제자들을 어린 자녀로 묘사하며, 어린 자녀가 아니가 진정한 제자가 되려면 실천해야 할 사안으로 '서로 사랑하라'(아가페의 사랑)을 전한다. 서로에게 아가페 개념의 사랑을 해야 할 이유는 예수 그리스도가 아가페 사랑을 실천해서이다.

31 유다가 나간 뒤에, 예수께서 말씀하셨다. "이제는 인자가 영광을 받았고, 하나님께서도 인자로 말미암아 영광을 받으셨다.

32 [하나님께서 인자로 말미암아 영광을 받으셨으면,] 하나님께서도 몸소 인자를 영광되게 하실 것이다. 이제 곧 그렇게 하실 것이다.

33 어린 자녀들아, 아직 잠시 동안은 내가 너희와 함께 있겠다. 그러나 너희가 나를 찾을 것이다. 내가 일찍이 유대 사람들에게 '내가 가는 곳에 너희는 올 수 없다' 하고 말한 것과 같이, 지금 나는 너희에게도 말하여 둔다.

34 이제 나는 너희에게 새 계명을 준다. 서로 사랑하여라. 내가 너희를 사랑한 것 같이, 너희도 서로 사랑하여라.

35 너희가 서로 사랑하면, 모든 사람이 그것으로써 너희가 내 제자인 줄을 알게 될 것이다."

《성경전서 새번역, 요한 13:31-35》

이 계명은  신약성경에 열두 구절에서 열세 번 나타난다. 신학적으로 이 계명은 제자들이 그리스도를 사랑해야하는 이중적의미로 해석되어야 한다. 이 계명은 마지막 예수의 유언이다.
스콧 한(Scott Hahn)에 따르면 율법은 인간을 사랑하라고 명령을 하고, 예수는 자비의 실제적 행위의 모델로서 서로 서로를 위하여 하나님을 사랑하는 것이라.

## 해석
위클리프 성경 주석은 사랑의 실천은 제자들이 자기의 민족에 속하였기 때문이 아니라 그리스도에게 속하였기 때문이라고 한다. 제자들이 이해한 그리스도에 대한 사랑은 온 세계에 증거되어야 한다.
그리스도를 본 받는 것은 그가 먼저 우리를 사랑하였기 때문이다.

## 같이 보기
- 대 사명
- 새 언약
- 십계명
- 그리스도의 법